# 哈卡里河
39°08′18″N 46°49′57″E / 39.13833°N 46.83250°E

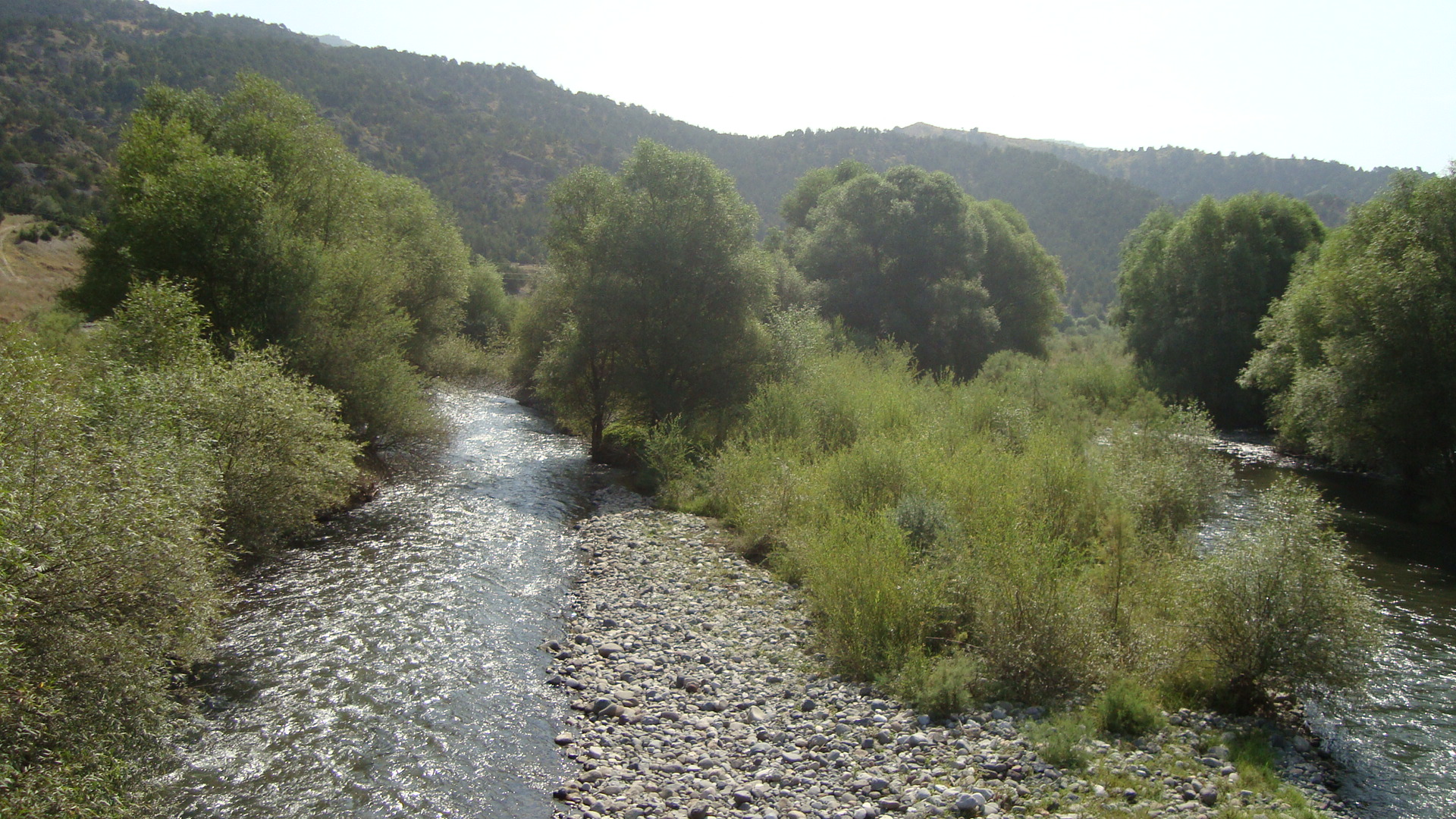

哈卡里河，是阿塞拜疆的河流，位於阿爾察赫地區，流經庫巴特雷區和贊格蘭區，屬於阿拉斯河的左支流，河流全長128公里，流域面積5,650平方公里。